# Tournoi de France 2022 (volley-ball)
Pour les articles homonymes, voir Tournoi de France.
Le Tournoi de France 2022 est la première édition du Tournoi de France, un tournoi amical de volley-ball sur invitation entre sélections nationales féminines, qui se dispute en France du 9 au 18 septembre 2022 en guise de préparation au Championnat du monde 2022. 

## Sélections participantes
| Équipe    | Classement |
| --------- | ---------- |
| Japon     | 7e         |
| Belgique  | 12e        |
| Colombie  | 16e        |
| Canada    | 17e        |
| Argentine | 22e        |
| France    | 24e        |

## Contexte
A l'exception de la France (non-qualifiée), les équipes participantes sont en phase de préparation pour le Championnat du monde 2022 qui se déroule aux Pays-Bas et en Pologne du 23 septembre au 15 octobre 2022. L'équipe de France, récente vainqueure de la Ligue européenne, voit une opportunité avec l'organisation de ce tournoi, de se confronter aux meilleures nations mondiales et de poursuivre sa progression à moins de deux ans des Jeux olympiques de 2024 à Paris.

## Format
Organisé par la Fédération française de volley, le tournoi voit s'affronter six sélections mondiales au sein d'une poule unique, chaque équipe disputant cinq matchs. Les deux meilleures à l'issue du tour préliminaire se qualifient pour la finale, les quatre restantes jouent un match de classement.

## Villes et salles hôtes
Belfort ainsi que trois villes de la région Grand Est (Chaumont, Sélestat et Metz) sont désignées pour accueillir le tournoi,,,.
| Metz                                 | Sélestat                     |
| ------------------------------------ | ---------------------------- |
| Parc des expositions                 | Centre sportif intercommunal |
| \| Belfort Chaumont Sélestat Metz \| |                              |
| Chaumont                             | Belfort                      |
| Palestra                             | Gymnase Le Phare             |
| Belfort Chaumont Sélestat Metz       |                              |

## Classement

### Critères de départage
Le classement général se fait de la façon suivante :
1. plus grand nombre de victoires ;
2. plus grand nombre de points ;
3. plus grand ratio de sets pour/contre ;
4. plus grand ratio de points pour/contre ;
5. Résultat de la confrontation directe ;
6. si, après l’application des critères 1 à 5, plusieurs équipes sont toujours à égalité, les critères 1 à 5 sont à nouveau appliqués exclusivement aux matches entre les équipes concernées afin de déterminer leur classement final.

### Légende du classement
Rappel – Une équipe marque :
- 3 points pour une victoire sans tie-break (colonne G) ; 2 points pour une victoire au tie-break (Gt) ;

- 1 point pour une défaite au tie-break (Pt) ; 0 point pour une défaite sans tie-break (P).

## Déroulement du tournoi

### Tour préliminaire
Classement
| # | Équipe    | Pts | J | G | Gt | Pt | P | Sp | Sc | Ratio | Pp  | Pc  | Ratio |
| 1 | Japon     | 15  | 5 | 5 | 0  | 0  | 0 | 15 | 0  | MAX   | 375 | 278 | 1.349 |
| 2 | France    | 9   | 5 | 3 | 0  | 0  | 2 | 10 | 6  | 1.667 | 363 | 354 | 1.025 |
| 3 | Colombie  | 8   | 5 | 2 | 1  | 0  | 2 | 9  | 9  | 1     | 407 | 405 | 1.005 |
| 4 | Belgique  | 7   | 5 | 2 | 0  | 1  | 2 | 8  | 10 | 0.8   | 396 | 395 | 1.003 |
| 5 | Argentine | 5   | 5 | 1 | 1  | 0  | 3 | 7  | 12 | 0.583 | 394 | 433 | 0.91  |
| 6 | Canada    | 1   | 5 | 0 | 0  | 1  | 4 | 3  | 15 | 0.2   | 362 | 432 | 0.838 |

* Les horaires des rencontres sont indiquées en heure locale.

#### Journée 1
- Lieu : Belfort, Le Phare

Pour leur entrée en lice à Belfort, Françaises et Colombiennes se retrouvent moins d'un mois et demi après leur confrontation en quarts de finale de la Challenger Cup, remportée au tie-break par les sud-américaines. Ce nouveau duel entre les deux formations tourne nettement à l'avantage de l'équipe de France, victoire 3 set à 0 (26-24, 25-17, 25-20). Dans les autres matchs de la journée, l'Argentine bat le Canada au terme d'une rencontre très disputée (3-2), le Japon s'impose aisément face à la Belgique (3-0).

#### Journée 2
- Lieu : Belfort, Le Phare

#### Journée 3
- Lieu : Chaumont, Palestra

#### Journée 4
- Lieu : Sélestat, Centre sportif intercommunal

#### Journée 5
- Lieu : Metz, Parc des expositions

Après deux défaites contre le Japon (0-3) et l’Argentine (1-3), la France retrouve le chemin de la victoire contre le Canada (3-0). Auteures d'une prestation solide, les Bleues s’offrent ainsi le droit de disputer la finale face au Japon, meilleure équipe du tour préliminaire et qui a remporté toutes ses rencontres.

### Matchs de classement
- Lieu : Metz, Parc des expositions

Pour la 5e place
Pour la 3e place
La Belgique prend la 3e place du tournoi à la suite de sa victoire face à la Colombie. La réceptionneuse-attaquante belge Britt Herbots est désignée meilleure joueuse de la compétition.

### Finale
- Lieu : Metz, Parc des expositions

Le Japon, 7e au classement FIVB et favori, remporte la compétition après un succès 3 sets à 1 (30-28, 25-27, 25-20, 25-19) en finale face à la nation hôte et prépare idéalement son championnat du monde. La France, malgré l'absence de joueuses majeures lors de la finale comme Héléna Cazaute ou Lucille Gicquel, demeure la seule équipe à être parvenue à remporter un set face aux Japonaises, qui terminent invaincues,.

## Classement final
| Place              | Équipe    |
| ------------------ | --------- |
| Médaille d'or      | Japon     |
| Médaille d'argent  | France    |
| Médaille de bronze | Belgique  |
| 4                  | Colombie  |
| 5                  | Argentine |
| 6                  | Canada    |

| Meilleure joueuse                       | Britt Herbots                      |
| Meilleure pointue                       | Dayana Segovia (de)                |
| Meilleure passeuse                      | Nanami Seki (ja)                   |
| Meilleures centrales                    | Candelaria Herrera Mami Yokota     |
| Meilleure libéro                        | Amandine Giardino                  |
| Meilleures réceptionneuses- attaquantes | Héléna Cazaute Kotona Hayashi (ja) |